# Totleben, Plevna
Totleben (în bulgară Тотлебен) este un sat în comuna Pordim, regiunea Plevna,  Bulgaria. 

## Demografie
Componența etnică a satului Totleben
     Turci (1,24%)
     Nicio identificare (22,2%)
     Bulgari (76,55%)
     Romi (0%)
La recensământul din 2011, populația satului Totleben era de 563 locuitori. Din punct de vedere etnic, majoritatea locuitorilor (76,55%) erau bulgari, cu o minoritate de turci (1,24%). Pentru 22,2% din locuitori nu este cunoscută apartenența etnică.